# Canal180
O Canal180 é um canal pago português dedicado inteiramente às áreas da cultura, das artes e da criatividade.

## Programação
| Título                   | Género     | Data de estreia         | Episódios | Duração | Ref.        |
| ------------------------ | ---------- | ----------------------- | --------- | ------- | ----------- |
| If You Walk the Galaxies | Entrevista | 06 de fevereiro de 2016 |           | 40 min. | [ 1 ] [ 2 ] |

### Programação original
Os programas que se seguem tiveram ordem de produção pelo Canal180.
| Analógico Humano Digital | Documentário      | 2 de novembro de 2014 |     | 5 min.    | [ 3 ] [ 4 ] [ 5 ] |             |        |                        |  |           |               |
| 180 Seconds              | Entrevista        | 2014                  | 49  | 3 min.    | [ 6 ]             |             |        |                        |  |           |               |
| 180 ID                   | Documentário      | 1 de abril de 2013    | 41  | 4-13 min. | [ 7 ] [ 8 ]       |             |        |                        |  |           |               |
| Entrevista               | Entrevista        |                       |     | 6 min.    | -                 | Director ID | Música | 2 de fevereiro de 2015 |  | 8-12 min. | [ 10 ] [ 11 ] |
| Oliva Sessions           | Concertos         | 27 de março de 2013   | 26  | 2-8 min.  | [ 12 ] [ 13 ]     |             |        |                        |  |           |               |
| 180 MAG                  | Magazine cultural | 25 de abril de 2011   | 234 | 1-5 min.  | [ 14 ] [ 15 ]     |             |        |                        |  |           |               |